# آیدارالی
آیدارالی (انگلیسی: Aydarali) یک شهرک در شهرستان استرلیباشفسکی استان باشقیرستان کشور روسیه است.